# Sverre al Norvegiei
Sverre Sigurdsson - în vechea limbă norvegiană: Sverrir Sigurðarson - (n. 1151, Norvegia – d. 9 martie 1202, Bergen, Danemarca-Norvegia), a fost regele Norvegiei din 1184 până în 1202. El a fost căsătorit cu Margareta Eriksdotter, fiica regelui suedez Eric al IX-lea, cu care a avut o fiică, Kristina Sverresdotter.
În conformitate cu legendele, Sverre s-a născut în 1151 la Gunnhild. Atunci când el avea vârsta de cinci ani, familia s-a mutat în Insulele Feroe unde Sverre a fost crescut în casa fratelui lui Unas, Roe, episcop al Insulelelor Feroe în Kirkjubøargarður în Kirkjubøur.
Când Sverre a venit în Norvegia a găsit că perspectivele pentru o revoltă de succes ar fi o posibilitate mică. Înnebunit de durere, el a călătorit spre est și a venit la Östergötland din Suedia chiar înainte de Crăciun. Acolo s-a întâlnit cu conducătorul local, Birger Brosa, care era căsătorit cu sora lui Sigurd Munn, Brigit Haraldsdotter. Sverre i-a dezvăluit lui Birger Brosa pretenția sa la tron, dar Birger la început nu a fost de acord să-l ajute. El a fost sprijinit de un alt grup, Birkebeiners. Acest grup a crescut în 1174, sub conducerea lui Øystein Møyla, care a pretins a fi fiul regelui Eystein Haraldsson. În 1177, grupul Birkebeiners au întâlnit o înfrângere zdrobitoare în Bătălia de la Re și Eystein a căzut în luptă. Sverre s-a întâlnit cu restul  în Värmland. După unele îndoieli inițiale, Sverre era determinat să devină următorul lider al Birkebeinersilor.
În aprilie 1184, Sverre se afla la Sogn pentru a înfrunta o revoltă locală atunci când Magnus a venit în Bergen. După ce a urmărit câțiva membrii Birkebeiners, Magnus a ancorat din nou, auzind noutățile despre poziția curentă a lui Sverre. Cele două flote s-au întâlnit pe 15 iunie la Fimreite în Sognefjord. Bătălia s-a dovedit a fi o luptă finală între Birkebeiners și Heklungs. Magnus a căzut în luptă iar Sverre, care luptase timp de șase ani, putea domni ca rege unic și necontestat în Norvegia.